# 1966 في فنزويلا
فيما يلي قوائم الأحداث التي وقعت خلال عام 1966 في فنزويلا.

## رياضة
- 1 يناير – الدوري الفنزويلي الممتاز 1966 الفائز ديبورتيفو ميراندا.

## مواليد

### يناير
- 1 يناير – تمارا سوجو

### فبراير
- 1 فبراير – إدواردو زامبرانو لاعب كرة قدم إكوادوري.
- 19 فبراير – إيفيلين رودريجز

### مارس
- 30 مارس – رومان رودريغيز لاعب كرة قاعدة فنزويلي.

### يونيو
- 9 يونيو – أرماندو بيكر لاعب كرة سلة فنزويلي.

### يوليو
- 12 يوليو – بيدرو ساندوفال

### سبتمبر
- 10 سبتمبر – رودولفو كليمنت ماركو توريس

### أكتوبر
- 23 أكتوبر – خوليو ليون سياسي فنزويلي.

### ديسمبر
- 5 ديسمبر – أنطونيو بريسينو مصور فنزويلي.

## وفيات

### يناير
- 1 يناير – ميغيل بيريز كارينيو (مواليد 1904) طبيب فنزويلي.

### يونيو
- 21 يونيو – فابريسيو أوخيدا (مواليد 1929) صحفي فنزويلي.